# Élections municipales de 2026 à Reims
Pour des articles plus généraux, voir Élections municipales françaises de 2026 et Élections municipales de 2026 dans la Marne.
Les élections municipales de 2026 à Reims auront lieu en mars 2026. Elles visent au renouvellement du conseil municipal et du conseil communautaire de la communauté urbaine du Grand Reims.

## Modalités du scrutin

### Dates
Ces élections se tiendront en mars 2026, les dates précises seront annoncées par décret au moins 3 mois avant le scrutin.

### Mode de scrutin
L'élection des conseillers municipaux et communautaires se déroule selon un scrutin de liste à deux tours avec prime majoritaire : les candidats se présentent en listes complètes avec la possibilité de deux candidats supplémentaires. Lors du vote, on ne peut faire ni adjonction, ni suppression, ni modification de l'ordre de présentation des listes. Chaque bulletin de vote comporte deux listes : une liste de candidats aux seules élections municipales et une liste de ceux également candidats au conseil communautaire.
Le nombre de sièges à pourvoir au conseil municipal de Reims correspond à celui des communes dont la population est comprise entre 150 000 et 200 000 habitants, soit 59 sièges. Les conseillers municipaux sont élus au suffrage universel direct pour une durée de mandat de six ans. L'élection se termine au premier tour en cas de majorité absolue. Le cas échéant, un second tour a lieu. Les listes qui ont obtenu au moins 10 % des suffrages exprimés au premier tour peuvent se présenter au second. Les candidats des listes qui ont obtenu plus de 5 % des suffrages exprimés au premier tour peuvent rejoindre une autre liste.
La liste ayant obtenu le plus de voix se voit attribuer la moitié des sièges, arrondie à l'entier supérieur si nécessaire. Ainsi, la liste majoritaire obtiens automatiquement 30 sièges. Les 29 sièges restants sont attribués à la représentation proportionnelle à la plus forte moyenne aux listes ayant obtenu au moins 5 % des suffrages exprimés au second tour (ou au premier tour en cas de tour unique).

## Contexte

### Scrutin précédent
Les élections municipales de 2020 ont été marquées par une abstention massive en raison de la pandémie de Covid-19, la participation s'étant effondrée de 52% lors du 1er tour en 2014 à 31 % en 2020.
Sur le plan local, la liste conduite par le républicain Arnaud Robinet, candidat à sa propre succession, renforce sa position en obtenant la majorité absolue des voix dès le 1er tour et 7 sièges supplémentaires.
La liste socialo-communiste reste la première force d'opposition avec 4 sièges. Il est toutefois à noter que la liste écologiste obtient également 1 siège alors qu'elle était uni au reste de la gauche en 2014. En tout la gauche passe de 12 à 5 sièges.
Le Rassemblement national parvient également à se maintenir au conseil municipal, réussissant à garder 1 seul des ses 4 sièges.

## Candidatures déclarées
Le 30 avril 2025, la France Insoumise indique qu'elle mènera sa propre liste lors des prochaines municipales et que la tête de liste devrait être désignée durant l'été, le pilotage étant effectué par Zabbaou Liman et Sébastien Mura.
Le 28 mai 2025, Anne-Sophie Frigout, députée européenne du Rassemblement national, annonce qu'elle est candidate au poste de maire.

## Sondages
Tout sondage d'opinion est affecté par une marge d'erreur.
Une couleur arbitraire est associée à chaque institut de sondage ; ces couleurs sont une aide visuelle et ne correspondent pas à une tendance politique.

## Résultats
|                          |                     |          |              |              |             |             |        |        |  |
| Tête de liste            | Tête de liste       | Liste    | Premier tour | Premier tour | Second tour | Second tour | Sièges | Sièges |  |
| Tête de liste            | Tête de liste       | Liste    | Voix         | %            | Voix        | %           | CM     | CC     |  |
|                          | Anne-Sophie Frigout | RN - LAF |              |              |             |             |        |        |  |
|                          |                     |          |              |              |             |             |        |        |  |
|                          |                     | LFI      |              |              |             |             |        |        |  |
|                          |                     |          |              |              |             |             |        |        |  |
|                          |                     |          |              |              |             |             |        |        |  |
| Votes valides            |                     |          |              |              |             |             |        |        |  |
| Votes blancs             |                     |          |              |              |             |             |        |        |  |
| Votes nuls               |                     |          |              |              |             |             |        |        |  |
| Total                    | Total               | Total    |              | 100          |             | 100         | 59     | 59     |  |
| Abstention               |                     |          |              |              |             |             |        |        |  |
| Inscrits / participation |                     |          |              |              |             |             |        |        |  |